# Kathryn Erbe
Kathryn Elsbeth Erbe (Newton, 5 luglio 1965) è un'attrice statunitense, nota per il ruolo  del detective Alexandra Eames nella serie Law & Order: Criminal Intent, spin-off di Law & Order - I due volti della giustizia.

## Biografia
Maggiore di tre fratelli, sua madre, Elisabeth Magnarelli, era il vicepresidente di un'importante società di Boston e suo padre, il dottor Richard Erbe, era un internista dell'Università di Buffalo, specializzato in genetica.
Si è laureata all'Università di New York nel 1989. Dal 1993 al 2006 Erbe è stata sposata con l'attore Terry Kinney, dal quale ha avuto due figli.

## Filmografia

### Cinema
- Sogni bruciati, regia di Michele Noble (1989)
- Tutte le manie di Bob, regia di Frank Oz (1991)
- Cambiar vita, regia di Bruce Beresford (1992)
- Piccoli grandi eroi (D2-The mighty ducks), regia di Sam Weisman (1994)
- The Addiction - Vampiri a New York, regia di Abel Ferrara (1995)
- Il bacio della morte, regia di Barbet Schroeder (1995)
- Un sogno in fondo al mare, regia di Finn Taylor (1997)
- Love from ground zero, regia di Stephen Grynberg (1998)
- Entropy - Disordine d'amore (Entropy), regia di Phil Joanou (1999)
- Echi mortali, regia di David Koepp (1999)
- Speaking of sex, regia di John McNaughton (2001)
- 3 backyards, regia di Eric Mendelsohn (2010)
- Sunny Side Up, regia di Derek Estlin Purvis (2011)
- Mistress America, regia di Noah Baumbach (2015)
- Alex Strangelove, regia di Craig Johnson (2018)
- The Good House, regia di Maya Forbes e Wally Wolodarsky (2021)

### Televisione
- Chicken Soup – serie TV (1989-1990)
- Breathing Lessons – serie TV (1994)
- George Wallace, regia di John Frankenheimer – film TV (1997)
- Homicide – serie TV (1997)
- Oz – serie TV (1998-2003)
- Law & Order: Criminal Intent – serie TV, 195 episodi (2001-2011)
- Law & Order - Unità vittime speciali (Law & Order: Special Victims Unit) – serie TV, episodi 14x04,14x22 (2012-2013)
- Blue Bloods – serie TV, episodio 6x08 (2015)
- The Sinner – serie TV (2017)
- Pose – serie TV (2018)
- Le regole del delitto perfetto (How to Get Away with Murder) – serie TV (2017-2018)

## Doppiatrici italiane
Nelle versioni in italiano dei suoi lavori, Kathryn Erbe è stata doppiata da:
- Alessandra Korompay ne Il bacio della morte, The Sinner, Pose
- Maura Cenciarelli in Tutte le manie di Bob, Blue Bloods
- Cristina Boraschi in Homicide, Billions
- Germana Pasquero in Law & Order - Criminal Intent (st. 6-10), Law & Order - Unità vittime speciali
- Chiara Salerno ne Le regole del delitto perfetto, Alex Strangelove
- Sonia Mazza in Law & Order - Criminal Intent (st. 1-5)
- Emanuela Rossi in Echi mortali
- Chiara Colizzi in Oz
- Silvia Tognoloni in Piccoli grandi eroi
- Claudia Catani in Mistress America
- Antonella Giannini in The Good House